# Xã Chester, Quận Saunders, Nebraska
Xã Chester (tiếng Anh: Chester Township) là một xã thuộc quận Saunders, tiểu bang Nebraska, Hoa Kỳ. Năm 2010, dân số của xã này là 412 người.